# Nils Oliveto
Nils Oliveto (1974. december 8. –) olasz-francia származású kanadai színművész, forgatókönyvíró.

## Filmjei
- 2002: A fegyverek szava (Windtalkers), rendező John Woo,
- 2002: Bővér szálló (Sorority Boys), rendező Wallace Wolodarsky,
- 2002: Showtime - Végtelen és képtelen (Showtime), rendező Tom Dey,

## Egyéb megjelenések
- 2001: Boston Public, rendező David E. Kelley
- 2000: America's Most Wanted, rendező Paul Abascal

## Készülő filmjei

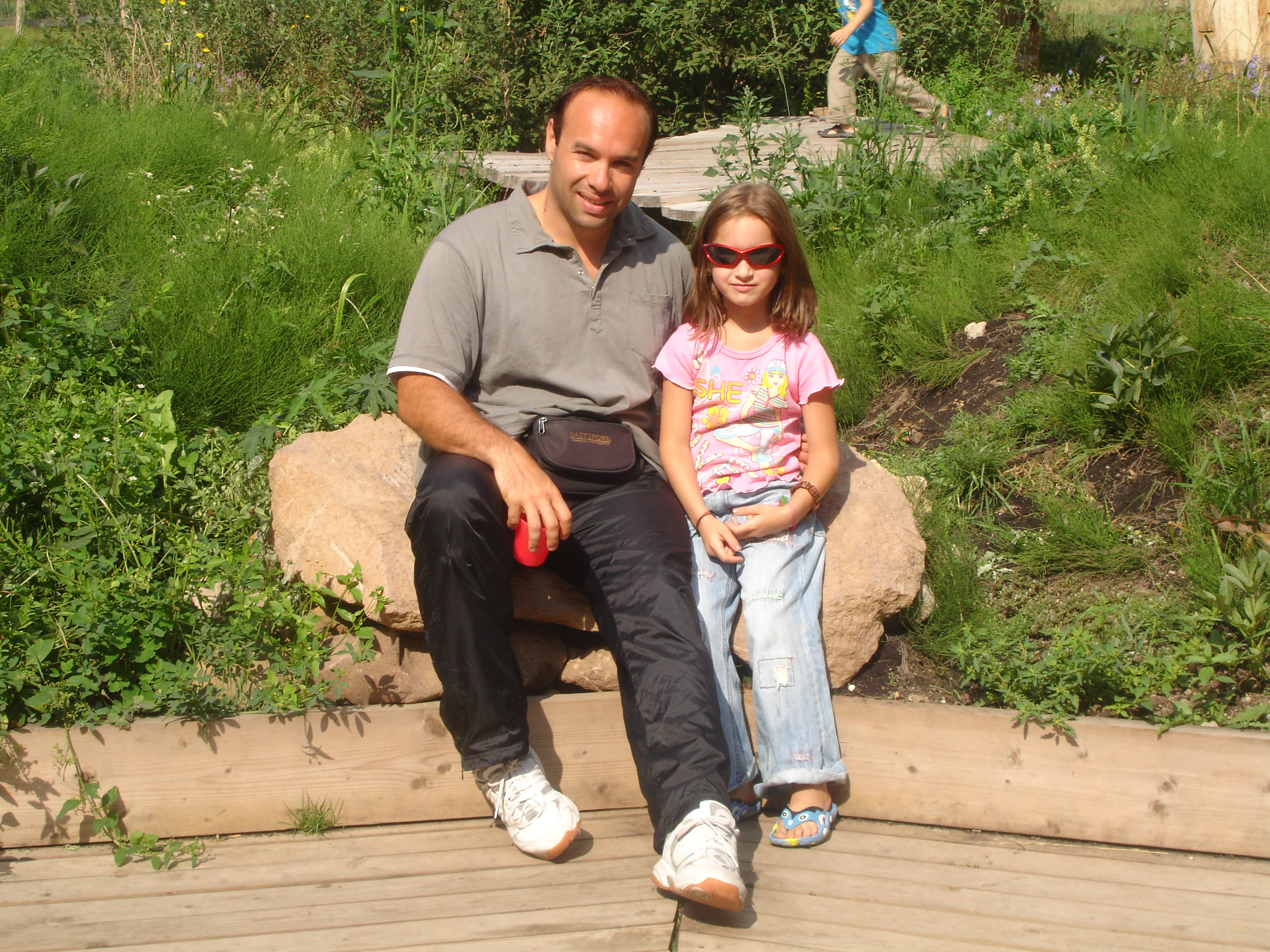
Nils Oliveto és Erőss Ivett Andrea - a "The Mouth of Truth" c. film főszereplői

(várható megjelenésük - szerep - filmcím))
- 2009:  Mobster - Horrorween (animációs film), rendező Joe Estevez,
- 2009:  Archiválva 2008. április 8-i dátummal a Wayback Machine-ben Angelo Urlando / Sicarius - The Mouth of Truth, rendező Noah Kadner.